# Élections sénatoriales de 1989 dans le Doubs
Les élections sénatoriales dans le Doubs ont lieu le dimanche 24 septembre 1989. 
Elles ont pour but d'élire les sénateurs représentant le département au Sénat pour un mandat de neuf ans.

## Contexte départemental
Lors des élections sénatoriales du 28 septembre 1980 dans le Doubs, un sénateur RPR, un sénateur UDF et un sénateur PS sont élus, Louis Souvet, Edgar Faure remplacé par Jean Pourchet à la suite de son décès le 30 mars 1988 et Robert Schwint remplacé par Georges Gruillot élu le 4 septembre 1988, à l'occasion d'une élection partielle.
Depuis, tous les effectifs du collège électoral des grands électeurs sont renouvelés, avec les élections législatives de 1988 dans le Doubs, les élections régionales françaises de 1986, les élections cantonales de 1985 et 1988 et les élections municipales françaises de 1989.

## Rappel des résultats de 1980
| Candidat et parti politique | Candidat et parti politique | Candidat et parti politique | Premier tour | Premier tour | Second tour | Second tour |
| Candidat et parti politique | Candidat et parti politique | Candidat et parti politique | Voix         | %            | Voix        | %           |
| --------------------------- | --------------------------- | --------------------------- | ------------ | ------------ | ----------- | ----------- |
|                             | Edgar Faure                 | UDF                         | 657          | 48,88        | 665         | 49,48       |
|                             | Louis Souvet                | UDF                         | 650          | 48,36        | 663         | 48,36       |
|                             | Robert Schwint              | PS                          | 631          | 46,95        | 621         | 46,21       |
|                             | Jean Vercellotti            | RPR                         | 603          | 44,87        | 620         | 46,13       |
|                             | Charles Marnier             | PS                          | 532          | 39,58        | Retrait     | Retrait     |
|                             | Michel Rondot               | PS                          | 510          | 37,95        | 537         | 39,96       |
|                             | Serge Paganelli             | PCF                         | 141          | 10,49        | 124         | 9,23        |
|                             | Jean Henriet                | PCF                         | 137          | 10,19        | 121         | 9           |
|                             | André Vagneron              | PCF                         | 136          | 10,12        | 124         | 9,23        |
|                             |                             |                             |              |              |             |             |
| Inscrits                    | Inscrits                    | Inscrits                    | 1 351        | 100,00       | 1 351       | 100,00      |
| Abstentions                 | Abstentions                 | Abstentions                 | 3            | 0,22         | 2           | 0,15        |
| Votants                     | Votants                     | Votants                     | 1 348        | 99,78        | 1 349       | 99,85       |
| Blancs et nuls              | Blancs et nuls              | Blancs et nuls              | 4            | 0,30         | 2           | 0,15        |
| Exprimés                    | Exprimés                    | Exprimés                    | 1 344        | 99,70        | 1 347       | 99,85       |

## Sénateurs sortants
| Sénateur | Sénateur         | Parti | Fonctions lors de l'élection en 1980                    |
| -------- | ---------------- | ----- | ------------------------------------------------------- |
|          | Georges Gruillot | RPR   | Conseiller général, maire de Vercel-Villedieu-le-Camp   |
|          | Jean Pourchet    | UDF   | Conseiller général, maire de Maisons-du-Bois-Lièvremont |
|          | Louis Souvet     | RPR   | Maire d'Exincourt                                       |

## Candidats
Dans le Doubs, les sénateurs sont élus au scrutin majoritaire à deux tours. 
| Candidats | Candidats        | Parti | Principale fonction                                                                                            |
| --------- | ---------------- | ----- | --- |
|           | Gilbert Carrez   | PCF   | Conseiller régional                                                                                            |
|           | Marcel Landry    | PCF   | Conseiller municipal de Novillars                                                                              |
|           | Joseph Adami     | PCF   | Adjoint au maire de Béthoncourt                                                                                |
|           | Yves Lagier      | PS    | Maire de Pontarlier                                                                                            |
|           | Joseph Parrenin  | PS    | Conseiller régional, maire de Thiébouhans                                                                      |
|           | Gaston Bordet    | PS    | |
|           | André Nachin     | LV    | Conseiller municipal de Besançon                                                                               |
|           | Denis Rousseaux  | LV    | Conseiller municipal de Besançon                                                                               |
|           | Serge Grass      | LV    | |
|           | Serge Paganelli  | DVG   | Conseiller général, maire d'Audincourt                                                                         |
|           | Jacques Reigney  | DVG   | |
|           | Michel Vardanega | DVG   | Conseiller municipal de Morteau                                                                                |
|           | Jean Pourchet    | UDF   | Sénateur sortant, conseiller général, maire de Maisons-du-Bois-Lièvremont                                      |
|           | Louis Souvet     | RPR   | Sénateur sortant, maire de Montbéliard                                                                         |
|           | Georges Gruillot | RPR   | Sénateur sortant, président du Conseil général du Doubs, conseiller général, maire de Vercel-Villedieu-le-Camp |
|           | Yves Dupres      | FN    | Conseiller régional                                                                                            |

## Résultats
Les nouveaux représentants sont élus pour une législature de 9 ans au suffrage universel indirect par les 1 486 grands électeurs du département.
| Candidat et parti politique | Candidat et parti politique | Candidat et parti politique | Premier tour | Premier tour |
| Candidat et parti politique | Candidat et parti politique | Candidat et parti politique | Voix         | %            |
| --------------------------- | --------------------------- | --------------------------- | ------------ | ------------ |
|                             | Louis Souvet                | RPR                         | 902          | 61,61        |
|                             | Georges Gruillot            | RPR                         | 861          | 58,81        |
|                             | Jean Pourchet               | UDF                         | 773          | 52,80        |
|                             | Yves Lagier                 | PS                          | 490          | 33,47        |
|                             | Joseph Parrenin             | PS                          | 473          | 32,31        |
|                             | Gaston Bordet               | PS                          | 443          | 30,26        |
|                             | René Mars                   | FN                          | 110          | 7,51         |
|                             | Serge Paganelli             | DVG                         | 63           | 4,30         |
|                             | Michel Vardanega            | DVG                         | 57           | 3,89         |
|                             | Jacques Reigney             | DVG                         | 56           | 3,83         |
|                             | André Nachin                | LV                          | 31           | 2,12         |
|                             | Denis Rousseau              | LV                          | 19           | 1,30         |
|                             | Marcel Landry               | PCF                         | 16           | 1,09         |
|                             | Serge Grass                 | LV                          | 16           | 1,09         |
|                             | Gilbert Carrez              | PCF                         | 16           | 1,09         |
|                             | Joseph Adami                | PCF                         | 15           | 1,02         |
|                             |                             |                             |              |              |
| Inscrits                    | Inscrits                    | Inscrits                    | 1 486        | 100,00       |
| Abstentions                 | Abstentions                 | Abstentions                 | 7            | 0,47         |
| Votants                     | Votants                     | Votants                     | 1 479        | 99,53        |
| Blancs et nuls              | Blancs et nuls              | Blancs et nuls              | 15           | 1,01         |
| Exprimés                    | Exprimés                    | Exprimés                    | 1 464        | 98,99        |